# Juré
Juré település Franciaországban, Loire megyében. Lakosainak száma 245 fő (2022. január 1.). Juré Saint-Just-en-Chevalet, Cremeaux, Grézolles, Luré, Saint-Marcel-d’Urfé és Saint-Martin-la-Sauveté községekkel határos.

## Népesség
A település népességének változása:
| Lakosok száma | 361  | 274  | 208  | 243  | 230  | 237  | 242  | 247  | 246  | 245  |
|               | 1968 | 1982 | 1990 | 2006 | 2013 | 2015 | 2017 | 2019 | 2020 | 2022 |